# Thomas Stapleton (Theologe)
Thomas Stapleton (* Juli 1535 in Menfield, Sussex; † 12. Oktober 1598 in Löwen) war ein englischer Kontroverstheologe und Autor.

## Leben
Stapleton studierte an den Universitäten von Canterbury, Winchester und Oxford. 1558 empfing er die Priesterweihe und wurde zum Domherrn der Kathedrale von Chichester ernannt. Bereits 1556 war er am New College in Oxford Magister der freien Künste geworden. 1559 weilte er zum Studium der Griechischen Sprache an den Universitäten von Löwen und Paris. 
Unter Königin Maria I. Tudor war er Stiftsherr von Chichester, nach der Thronbesteigung von Königin Elisabeth I. Tudor verweigerte er den Suprematseid und verließ 1563 England. 1569 rief ihn William Allen an das erste englische Seminar in Douai. Dort lehrte er viele Jahre Theologie, 1590 bekam er vom spanischen König Philipp II. einen Lehrstuhl für Theologie in Löwen. Er war ein produktiver Schriftsteller und verteidigte die Autorität der Kirche, ohne die Oberherrschaft des Papstes vollständig anzuerkennen. Sein Werk „Tres Thomae“ (1588) handelte von Apostel Thomas, Thomas Becket und Thomas Morus.

## Werke (Auswahl)
- Promptuarium morale super Evangelia Dominicalia. Vidua [Plantini] & Moretus, Antwerpen 1593.
- Tres Thomae. 1588.
- Vita Thomae Mori. Minerva-Verlag, Frankfurt/M. 1964, ISBN 3-86598-176-3 (Nachdr. d. Ausg. Frankfurt/M. 1689).